# Rimi Natsukawa
Rimi Natsukawa (夏川 りみ Natsukawa Rimi?, Ishigaki, Okinawa, 9 de octubre de 1973) es una cantante japonesa proveniente de Okinawa. Es conocida por su canción "Nada Sōsō" para su primer álbum de estudio Tida: Tida Kaji nu Umui.

## Biografía

### Infancia
Natsukawa nació en Ishigaki la ciudad más grande en las Islas Yaeyama. Desde muy joven que le gustaba cantar, y quería ser una cantante después de escuchar a su padre cantar canciones folk Yaeyama, tales como "Tsuki nu Kaisha" (月ぬ美しゃ Beauty of the Moon?) y "Densaa Bushi" (デンサー節  Tradition Song?). A la edad 7 años, practicó dos horas al día con su padre para convertirse en una cantante de enka. A la edad de 9, ganó un concurso local del canto (el Chibikko Nodo Jiman Daikai (ちびっこのど自慢大会 Our Tiny Kids' Throats Competition?)). Natsukawa continuó ganando competiciones, y en 1984 ganó el gran premio de the MBS TV show Shirōto Meiji-kai (素人名人会 Amateur Master Meet?)'s. En 1986 ganó el gran premio del Nagasaki Kayōsai (長崎歌謡祭 Nagasaki Song Festival?) y fue la persona más joven en ganar este premio al mismo tiempo.

### Pony Canyon debut
Natsukawa, por casualidad, fue descubierto poco después de ganar el concurso a los 13 años de edad. Se trasladó a Tokio y comenzó a prepararse para su debut. Ella debutó más adelante en 1989 como una cantante de enka bajo el nombre de "Misato Hoshi" debajo de Pony Canyon. Ella lanzó tres sencillos en tres años, y no encontró mucho éxito. 
Natsukawa sentía derrotada después de esto, y después de vivir durante cuatro años en Tokio, se trasladó de nuevo a Okinawa. Vivía con su hermana mayor en Naha, y ayudado en su restaurante, cantando para los clientes todos los días. A medida que los clientes viajarían a bastante distancia para escucharla cantar, ella recuperó gradualmente su deseo de ser cantante.
En 1998, ella apareció en un programa de radio de Okinawa llamado Iwa-chan no Vitamin Radio (岩ちゃんのビタミンラジオ Rocky's Vitamin Radio?) como asistente.

### Re-debut
El director musical de Natsukawa de la compañía Pony Canyon, en los días que decidieron establecer una compañía de producción musical para ella, y en 1999 le preguntó si podía regresar a la capital. Pronto fue firmado bajo la firma de Victor Entertainment y re-debutó con el sencillo "Yūbae ni Yurete" (夕映えにゆれて Swaying in the Sunset?). Ella encontró un éxito similar al de su debut, ya que ninguno de sus primeros sencillos trazó. Mientras observa la emisión de noticias del 26th G8 summit celebrada en Okinawa, Natsukawa vio una actuación de banda de folk japonesa BEGIN que realizaron una canción original llamada "Nada Sōsō." Ella descubrió que no podía quitar de la cabeza, y pidió que podía cubrir la canción bastidores en un concierto de BEGIN.
Ninguno de estos tres lanzamientos trazó muy altamente, pero todos ellos trazó muy gradualmente. Para el momento Tida: Tida Kaji nu Umui y Minamikaze dejaron de trazar (más o menos dos años más tarde), que habían vendido más de 280,000/371,000 copias respectivamente. "Nada Sōsō" 
dejaron de trazar un total de seis años después de su lanzamiento, y vendió más de 680,000 copias.

## Discografía

### Álbumes de estudio
1. 2002: Tida: Tida Kaji nu Umui
2. 2003: Sora no Keshiki
3. 2004: Kaze no Michi
4. 2005: Ayakaji no Ne
5. 2007: Umui Kaji
6. 2009: Kokoro no Uta

### Recopilatorios
1. 2004: Okinawa no Kaze
2. 2005: Rimi Natsukawa Single Collection Vol. 1
3. 2006: Rimits: Best Duet Songs
4. 2006: Rimi Natsukawa Selection[4]
5. 2008: Ai no Uta: Self-Selection Best
6. 2009: Okinawa Uta: Chikyū no Kaze o Kanjite
7. 2010: Misato Hoshi Best Collection

### Sencillos
1. 2001: "Nada Sōsō"
2. 2003: "Michishirube"
3. 2003: "Tori yo"
4. 2003: "Warabigami (Yamatoguchi)"
5. 2004: "Kana yo Kana yo"
6. 2004: "Kokoro Tsutae"
7. 2005: "Sayōnara Arigatō"
8. 2006: "Sayōnara Arigatō (Ama no Kaze)/Mirai"

### EP
1. 2002: Minamikaze (EP)
2. 2003: Famureuta (EP)
3. 2007: Uta Sagashi: Request Cover Album
4. 2010: Uta Sagashi: Asia no Kaze[5]